# Антонио Страдивари
Антонио Страдивари (лат. Antonius Stradivarius; рођен око 1644. или по новијим истраживањима 1648. у Кремони; умро 18. децембра 1737. у Кремони) је био италијански творац виолина и других жичаних инструмената, виолончела, гитара и харфи. Сматра се највећим мајстором у изради виолина (Страдиваријус) свих времена.

## Живот и дело
Верује се да је Антонио Страдивари рођен 1644, мада датум нигде није забележен. Рођен је у Италији у породици Алесандра и Ане Страдивари. Могуће је да је између 1666. и 1679. године био ученик Николе Аматија мада постоје чињенице које управо то негирају. У сваком случају, 1680. године се осамосталио и отворио своју радионицу на Пјаца Сан Доменико у граду Кремони (Италија) и убрзо постаје популаран као мајстор изузетних квалитета. Почиње да прави моделе у стилу Аматија, али и да мења лукове, експериментише са различитим дебљинама дрвета и лаковима. Његови инструменти се препознају по латинском натпису Antonius Stradivarius Cremonensis Faciebat Anno .... (Израдио Антонио Страдивари из Кремоне године ...).
Најбоље инструменте, по данашњем мишљењу, направио је између 1698. и 1725. године, с тим да су најбољи примерци настали око 1715. године, а да је пад квалитета примета после 1725. године. Инструменти сигнирани после 1730. су потписани са Sotto la Desciplina d'Antonio Stradivari F. in Cremona .... и вероватно су их направили његови синови Омобоно и Франческо. Претпоставља се да је Страдивари направио око 1.100 виолина, виола, гитара и чела.
Данас постоји још око 650 Страдивари инструмената.
Антонио Страдивари је сахрањен 18. децембра 1737. године у Базилици Сан Доменико у Кремони. Црква је срушена 1868. године, а остаци Антонија Страдиварија нису били у стању идентификације тако да нису премештени у нову гробницу.

## Инструменти
Виолине које је израдио Антонио Страдивари се и данас сматрају најбољим виолинама икад направљеним, а цене које достижу на аукцијама неретко премашују милионске суме у доларима. Само још један стари мајстор, Ђузепе Гварнери, се сматра равним у умећу израде виолина. Моде у музици су се мењале као и технологије израде инструмената, али ненадмашивост звука инструмената мајстора Страдиварија и Гварнерија је остала апсолутна. У прошлости су неко време инструменти Николе Аматија и Јакоба Штајнера били омиљенији због незнатно блажег тона.
На аукцији куће Кристи 16. маја 2006. је продата Страдиваријева виолина звана „Страдивари маљ“ за рекордну суму 3.544.000 америчких долара. То је до овог тренутка најскупље плаћени музички инструмент на јавној аукцији. Купио га је анонимни понуђач посредством телефона.
Претходна рекордна цена је достигнута априла 2005. године када је виолина под надимком „Леди Тенант“ достигла цену од 2.032.000 америчких долара на аукцији исте куће у Њујорку.
Веома је занимљив пример Страдивари виолине, познате под називом „Соломон Екс-Ламбер“, продате на аукцији 2. априла 2007. године за 2.728.000 долара анонимном понуђачу који је дигао цену знатно изнад процењене вредности између 1 и 1,5 милиона долара.
Други познати инструменти овог мајстора су „Страдивари Давидов“, чело које тренутно користи уметник Јо-Јо Ма и „Дупорт Страдивари“, чело Мстислава Ростроповича (до његове смрти 2007. године).
Страдиваријев модел „Каљава“ из 1714. године је тренутно власништво виртуоза Јицака Перлмана и сматра се вероватно најбољом од свих Страдивари виолина. На „Грофици Полињак“ тренутно свира Гил Шахам. Бечки филхармонијски оркестар поседује неколико Страдивари виолина које су им купили Национална банка Аустрије и други спонзори: „Чаконе“ из 1725. године; „екс Хамерле“ из 1709. године; „екс Смит Кверсин“ из 1714. године; „екс Арнолд Роуз“ и „екс Виоти“ из 1718. године и „екс Халфен“ из 1727. године.
Уобичајена ознака Страдивари инструмената, оригинала и фалсификата, је латински исписан текст Antonius Stradivarius Cremonensis Faciebat Anno ..... Овај натпис означава име мајстора, град Кремону и годину израде. Због једног пореског закона из 1891. године, све копије настале после тог датума имају земљу порекла написану у дну на енглеском језику (рецимо Germany). После једне измене овог закона из 1914. године је натпис допуњен па пише made in и потом земља порекла.
Пошто су хиљаде инструмената копиране на основу оригиналног Страдивари дизајна и носе исте називе као и њихови оригинали, многи бивају преварени очекујући да су купили аутентични инструмент израђен с почетка 18. века у Кремони у радионици Страдивари. Ово се избегава експертском аутентификацијом.
Две највеће и најпознатије колекције Страдивари инструмената припадају Агенцији народних добара Шпаније, која садржи две виолине, два чела и виолу, изложене у Музичком музеју Краљевске палате у Мадриду и колекција Конгресне библиотеке САД од три виолине, виоле и чела. Симфонијски оркестар Њу Њерсија има највећи број Страдивари инструмената у гудачкој секцији, купљену 2003. године од Херберта Екслрода. Бечка филхармонија има четири виолине и једно чело. Универзитет у Јужној Дакоти има једну од две познате Страдивари гитаре, као и једну од једанаест познатих виола да гамба, касније преправљених у облик чела, једну од две познате хор мандолине и једну од шест Страдивари виолина које имају сачуван првобитни врат. Музеј у Оксфорду има изложену у витринама Страдивари виолину и Страдивари гитару.
Стефан Миленковић свира на Страдивари виолини, моделу „Лиал“ из 1702. године, који је добио на коришћење од друштва Страдивари.